# Danh sách đảo theo tên (G)
Danh sách dưới đây liệt kê các đảo bắt đầu bằng ký tự G.
Đây là một danh sách chưa hoàn tất, và có thể sẽ không bao giờ thỏa mãn yêu cầu hoàn tất. Bạn có thể đóng góp bằng cách mở rộng nó bằng các thông tin đáng tin cậy.
A - B - C - D - Đ - E - F - G - H - I - J - K - L - M - N - O - P - Q - R - S - T - U - V - W - X - Y - Z

## G
| Tên đảo               | Quần đảo / Nhóm đảo                                                    | Quốc gia |
| --------------------- | ---------------------------------------------------------------------- | --- |
| Gabaret               | Sông Mississippi, Illinois                                             | Hoa Kỳ |
| Gabriola              | Quần đảo Gulf, British Columbia                                        | Canada |
| Gaga                  | Beira Litoral Islands                                                  | Bồ Đào Nha |
| Gaivota               | Beira Litoral Islands                                                  | Bồ Đào Nha |
| Gairsay               | The North Isles, Bản mẫu:Country data Orkney Islands                   | Scotland |
| Galiano               | Quần đảo Gulf, British Columbia                                        | Canada |
| Galila                | Lake Zway                                                              | Ethiopia |
| Gall                  | Lough Erne                                                             | Ireland |
| Gallinara             |                                                                        | Ý |
| Galt                  | North Channel, Ontario                                                 | Canada |
| Galveston             | Texas                                                                  | Hoa Kỳ |
| Gansy                 | Lake Winnipesaukee, New Hampshire                                      | Hoa Kỳ |
| Gapøya                |                                                                        | Na Uy |
| Garden                | Lake Huron, Ontario                                                    | Canada |
| Garden                | Lake Nipissing, Ontario                                                | Canada |
| Garden                | Saint Lawrence River, Ontario                                          | Canada |
| Garden                | Bản mẫu:Country data Western Úc                                        | Úc |
| Gardner               | Louisiana                                                              | Hoa Kỳ |
| Garove                | Vitu Islands                                                           | Papua New Guinea |
| Garratt               | West Lake Ontario                                                      | Canada |
| Gasket                | West Lake Ontario                                                      | Canada |
| Gateshead             | Nunavut                                                                | Canada |
| Gaua                  | Banks Islands                                                          | Vanuatu |
| Gavi                  | Pontine Islands                                                        | Ý |
| Gavdos                |                                                                        | Hy Lạp |
| Geada                 | Algarve Islands                                                        | Bồ Đào Nha |
| Geike                 | Lake Nipigon, Ontario                                                  | Canada |
| Gelila Zakarias       | Lake Tana                                                              | Ethiopia |
| Genovesa              | Galápagos Islands                                                      | Ecuador |
| Geomundo              |                                                                        | Hàn Quốc |
| George                | Quần đảo Falkland                                                      | Vương quốc Anh |
| George                | Georgian Bay, Ontario                                                  | Canada |
| Georgetown            | Ohio River, Pennsylvania                                               | Hoa Kỳ |
| Georgina              | Lake Simcoe, Ontario                                                   | Canada |
| Germ                  | Vịnh Ba Tư                                                             | Iran |
| Geronisos             |                                                                        | Síp |
| Gertrude              | North Channel, Ontario                                                 | Canada |
| Gerumajima            | Kerama Islands part of the Okinawa Islands part of the Ryukyu Islands  | Nhật Bản |
| Gęsia Kępa            | Oder Lagoon islands                                                    | Ba Lan |
| Ghegheto              | Lake Huron, Ontario                                                    | Canada |
| Giannutri             | Tuscan Archipelago                                                     | Ý |
| Giants Tomb           | Georgian Bay, Ontario                                                  | Canada |
| Gibbs                 | South Quần đảo Shetland                                                | Claimed by: · Argentine Antarctica, Argentina, · Antártica Chilena Province of Chile và · Lãnh thổ châu Nam Cực thuộc Anh of the Vương quốc Anh |
| Gidicho               | Lake Abaya                                                             | Ethiopia |
| Gigha                 | Inner Hebrides                                                         | Scotland |
| Giglio                | Tuscan Archipelago                                                     | Ý |
| Gil                   | British Columbia                                                       | Canada |
| Gilbert               | Sông Mississippi, Missouri                                             | Hoa Kỳ |
| Gilford               | British Columbia                                                       | Canada |
| Gimsøya               | Lofoten                                                                | Na Uy |
| Gioura                | Sporades                                                               | Hy Lạp |
| Giudecca              | Venetian Lagoon                                                        | Ý |
| Giske                 |                                                                        | Na Uy |
| Gisløy                |                                                                        | Na Uy |
| Glims Holm            | Bản mẫu:Country data Orkney Islands                                    | Scotland |
| Glines                | Lake Winnipesaukee, New Hampshire                                      | Hoa Kỳ |
| Gloup Holm            | Quần đảo Shetland                                                      | Scotland |
| Glykiotissa           |                                                                        | Síp |
| Goat                  | Lough Erne                                                             | Ireland |
| Goat                  | Whitsunday Islands, Queensland                                         | Úc |
| Goat                  | Sydney Harbor                                                          | Úc |
| Goat                  | Auckland Region                                                        | New Zealand |
| Goat                  | Otago Harbour                                                          | New Zealand |
| Goat                  | Niagara Falls New York                                                 | Hoa Kỳ |
| Goat                  | Rhode Island                                                           | Hoa Kỳ |
| Goat                  | Maine                                                                  | Hoa Kỳ |
| Goat                  | North Channel, Ontario                                                 | Canada |
| Goat                  | South Carolina                                                         | Hoa Kỳ |
| Gödi-sziget           |                                                                        | Hungary |
| Godøy                 |                                                                        | Na Uy |
| Goeree-Overflakkee    | part of the Dutch province South Holland                               | Hà Lan |
| Gokceada              | Aegean Islands                                                         | Thổ Nhĩ Kỳ |
| Golem Grad            | Lake Prespa                                                            | Macedonia |
| Goli otok             | translates as "naked island"                                           | Croatia |
| La Gomera             | Canary Islands                                                         | Tây Ban Nha |
| Goodin                | Sông Mississippi, Minnesota                                            | Hoa Kỳ |
| Goose Island          | Great Salt Lake, Utah                                                  | Hoa Kỳ |
| Goose                 | Lake Nipissing, Ontario                                                | Canada |
| Goose                 | British Columbia                                                       | Canada |
| Goose                 | San Juan Islands, Washington                                           | Hoa Kỳ |
| Gooseberry            | North Channel, Ontario                                                 | Canada |
| Gorée                 | Dakar                                                                  | Senegal |
| Gorgona               |                                                                        | Colombia |
| Gorgona               | Tuscan Archipelago                                                     | Ý |
| Gossa                 |                                                                        | Na Uy |
| Gotland               |                                                                        | Thụy Điển |
| Gotska Sandön         |                                                                        | Thụy Điển |
| Gough                 | Tristan da Cunha                                                       | British overseas territory of Saint Helena |
| Governor              | Thimble Islands, Connecticut                                           | Hoa Kỳ |
| Governor              | Georgian Bay, Ontario                                                  | Canada |
| Governors             | Lake Winnipesaukee, New Hampshire                                      | Hoa Kỳ |
| Gower                 | Cumberland River, Tennessee                                            | Hoa Kỳ |
| Gozo                  | Għawdex, Maltese islands                                               | Malta |
| Graciosa              | Azores                                                                 | Bồ Đào Nha |
| Graciosa              | Canary Islands                                                         | Tây Ban Nha |
| Graemsay              | Bản mẫu:Country data Orkney Islands                                    | Scotland |
| Graham                | Queen Elizabeth Islands, Nunavut                                       | Canada |
| Graham                | Queen Charlotte Islands, British Columbia                              | Canada |
| Gramatal Island       | Beira Litoral Islands                                                  | Bồ Đào Nha |
| Gran Canaria          | Canary Islands                                                         | Tây Ban Nha |
| Granary               | Islands of Gdańsk                                                      | Ba Lan |
| Grand Cayman          | Cayman Islands                                                         | Vương quốc Anh |
| Grand                 | Jason Islands of the Quần đảo Falkland                                 | Vương quốc Anh |
| Grand                 | Balsam Lake, Ontario                                                   | Canada |
| Grand                 | Louisiana                                                              | Hoa Kỳ |
| Grand                 | Louisiana                                                              | Hoa Kỳ |
| Grand                 | Lake Champlain, Vermont                                                | Hoa Kỳ |
| Grand Manan           | New Brunswick                                                          | Canada |
| Grand Terre           | Louisiana                                                              | Hoa Kỳ |
| Grande Comore         | Comoros                                                                | Comoros |
| Grande-Terre          | Guadeloupe, Tiểu Antilles                                              | Pháp |
| Grape                 | Lake Simcoe, Ontario                                                   | Canada |
| Gräsö                 |                                                                        | Thụy Điển |
| Gravelly              | Lough Erne                                                             | Ireland |
| Gravine               | Mobile Bay, Alabama                                                    | Hoa Kỳ |
| Gray                  | Georgian Bay, Ontario                                                  | Canada |
| Great Blasket         | Blasket Islands                                                        | Ireland |
| Đảo Anh               |                                                                        | Vương quốc Anh |
| Great                 | Quần đảo Falkland                                                      | Vương quốc Anh |
| Great                 | Cork Harbour                                                           | Ireland |
| Great                 | Massachusetts                                                          | Hoa Kỳ |
| Great La Cloche       | North Channel, Ontario                                                 | Canada |
| Great Manitou         | Lake Nipissing, Ontario                                                | Canada |
| Great Nicobar         | Quần đảo Nicobar                                                       | Ấn Độ |
| Greater Mount Changtu | Chu San                                                                | Trung Quốc |
| Greater Mount Yang    | Chu San                                                                | Trung Quốc |
| Greater Tunbs         | Vịnh Ba Tư                                                             | Iran |
| Green                 | Queensland                                                             | Úc |
| Green                 | New South Wales                                                        | Úc |
| Green                 | Jersey, Quần đảo Eo Biển                                               | Crown dependency |
| Green                 | Isles of Scilly                                                        | Vương quốc Anh |
| Green                 | Poole Harbour                                                          | Vương quốc Anh |
| Green                 | Rideau River, Ontario                                                  | Canada |
| Green                 | Severn Sound, Ontario                                                  | Canada |
| Greene                | Ottawa River, Ontario                                                  | Canada |
| Green                 | Hồng Kông                                                              | Trung Quốc |
| Green                 | Taitung County                                                         | Trung Hoa Dân Quốc |
| Green                 | Biển Đỏ                                                                | Egypt |
| Greene                | Lake Huron, Ontario                                                    | Canada |
| Greene                | Lake Ontario, Ontario                                                  | Canada |
| Greenisland           | Bắc Ireland                                                            | Vương quốc Anh |
| Greenland             |                                                                        | Đan Mạch |
| Greenspond            | Newfoundland and Labrador                                              | Canada |
| Greenwich             | South Quần đảo Shetland                                                | Claimed by: · Argentine Antarctica, Argentina, · Antártica Chilena Province of Chile và · Lãnh thổ châu Nam Cực thuộc Anh of the Vương quốc Anh |
| Grenadier             | Thousand Islands New York                                              | Hoa Kỳ |
| Grenadier             | Saint Lawrence River Ontario                                           | Canada |
| Greifswalder Oie      |                                                                        | Đức |
| Grgur                 |                                                                        | Croatia |
| Gribbell              | British Columbia                                                       | Canada |
| Griffith              | Queen Elizabeth Islands, Nunavut                                       | Canada |
| Griffith              | Windmill Islands                                                       | Châu Nam Cực |
| Griffith              | Georgian Bay, Ontario                                                  | Canada |
| Grimes                | Sông Mississippi, Illinois                                             | Hoa Kỳ |
| Grímsey               |                                                                        | Iceland |
| Grindstone            | Thousand Islands (Saint Lawrence River), New York                      | Hoa Kỳ |
| Grindstone            | Big Rideau Lake, Ontario                                               | Canada |
| Grip                  |                                                                        | Na Uy |
| Gris Bourbe           | Louisiana                                                              | Hoa Kỳ |
| Grisvågøy             |                                                                        | Na Uy |
| Gröde-Appelland       | North Frisian Islands                                                  | Đức |
| Groix                 | Morbihan, Bretagne                                                     | Pháp |
| Grøtøy                |                                                                        | Na Uy |
| Grunay                | Out Skerries, Quần đảo Shetland                                        | Scotland |
| Gruney                | Quần đảo Shetland                                                      | Scotland |
| Grytøy                | Vesterålen                                                             | Na Uy |
| Guam                  |                                                                        | Hoa Kỳ |
| Guana Key             | Island Territory of Sint Maarten, Bản mẫu:Country data Hà Lan Antilles | Bản mẫu:Country data Kingdom of the Hà Lan |
| Guemes                | San Juan Islands, Washington                                           | Hoa Kỳ |
| Guernsey              | Guernsey, Quần đảo Eo Biển                                             | Crown dependency |
| Gull                  | Lake Nipissing, Ontario                                                | Canada |
| Gull                  | Lake Ontario, Ontario                                                  | Canada |
| Gull                  | Lake Mead, Nevada                                                      | Hoa Kỳ |
| Gunnison              | Great Salt Lake, Utah                                                  | Hoa Kỳ |
| Gurskøy               |                                                                        | Na Uy |
| Gyali                 | Dodecanese                                                             | Hy Lạp |
| Gyaros                | Cyclades                                                               | Hy Lạp |